# ヴャズニキ
座標: 北緯56度14分 東経42度10分 / 北緯56.233度 東経42.167度

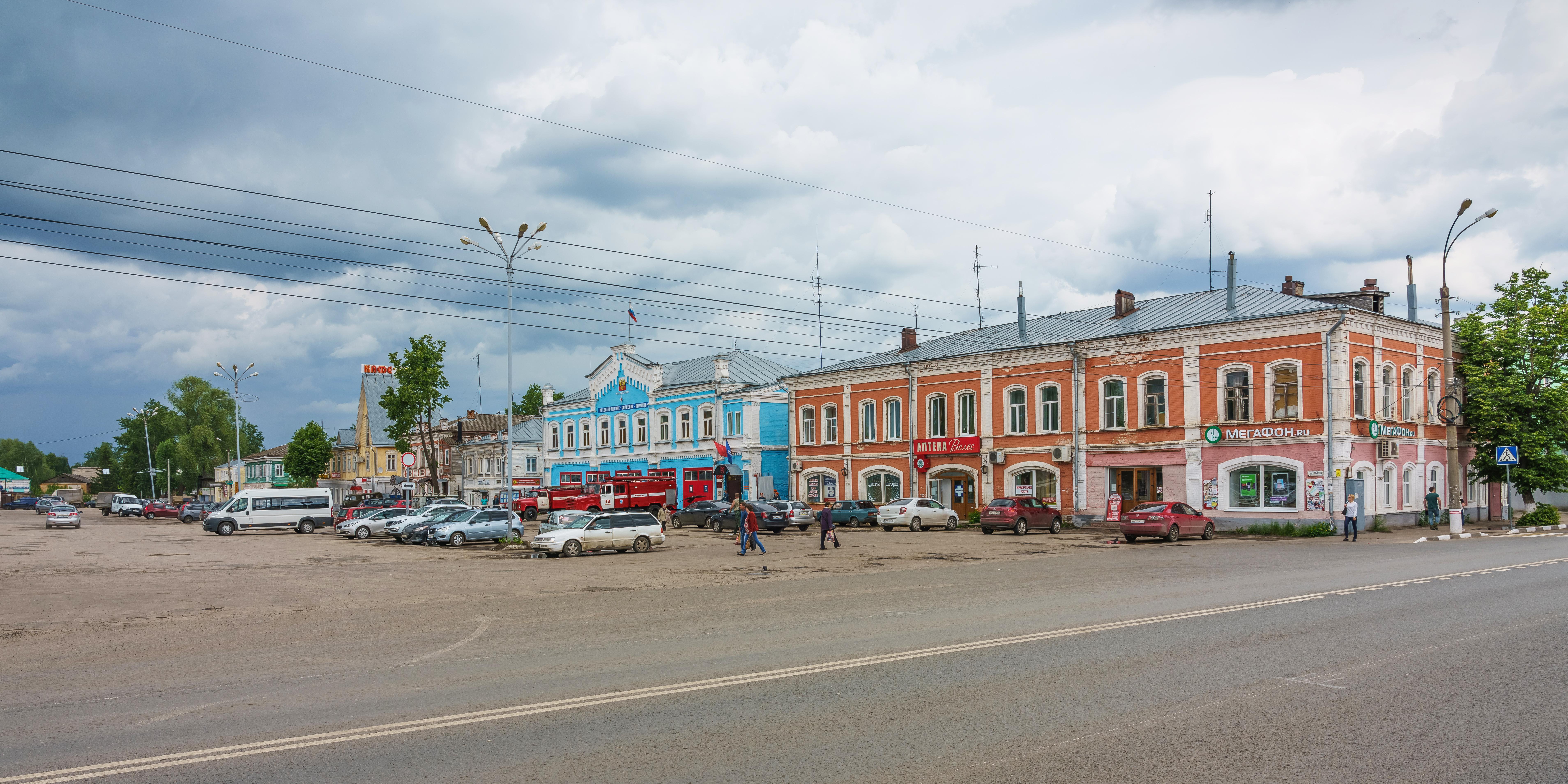

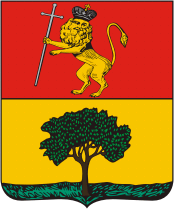
ヴャズニキの紋章

ヴャズニキ（ロシア語: Вязники；英語: Vyazniki）は、ロシア連邦のヴラジーミル州にある都市。人口は3万6203人（2021年）。州都ウラジーミルから東へ120km。オカ川の大きな支流・クリャージマ川の右岸に建つ。
モスクワとニジニ・ノヴゴロドを結ぶ鉄道（1862年開業）が通る。モスクワからの距離は315km。シベリア鉄道へ向かう列車の多くがこの路線を通過する。またモスクワ-ニジニ・ノヴゴロド-カザン-ウファを結ぶロシア連邦道路M7（欧州高速道路22号線の一部）も通っている。

## 歴史
ヴャズニキは中世の要塞ヤロポルチャ（Ярополча-Залесского）の跡地にある。クリャージマ川を見下ろす高台にあるこの要塞は12世紀頃の創建で、クリャージマ川の重要な河港であるスタロドゥーブ＝ナ＝クリャージマとゴロホヴェツの中間に位置し、北東ロシアの中心であるウラジーミル・スーズダリ大公国の首都ウラジーミルを東からの侵略から守る戦略的に重要な要塞であった。1672年には133人の住民がいたヤロポルチャは1703年には火災で放棄され、近くの集落ヴャズニキに併合された。
商人の集落（スロボダ）であるヴャズニキは1608年の文書に初出し、1622年以後、カザンの生神女のイコンへの巡礼者が来るようになった。1778年にはエカチェリーナ2世の地方行政改革で市となりウラジーミル県に属した。ヴャズニキは亜麻の栽培とリネン製品や麻製品の製造、イコン制作、木工、園芸などで栄えるようになった。

## 文化と経済
街には木彫りを施された古い木造の家並みが多く、古い聖堂もある。1670年創建のカザンの生神女聖堂、1643年以来の生神女福音修道院、街のランドマークでもある1682年から1689年にかけて建てられた生神女福音大聖堂が建つ。30km北西に離れたムスチョラの村はロシアの民衆芸術と伝統工芸の村として知られる。
ヴャズニキの主な企業には繊維工場、繊維機械工場、自動車部品工場、家具工場、食品工場などがある。
宇宙飛行士ワレリー・クバソフ（1935年-）はこの町の出身である。